# Фрегозо, Пьетро Младший
Пьетро ди Кампофрегозо (итал. Pietro Fregoso; Генуя, 1412 — Генуя, 14 сентября 1459) — дож Генуэзской республики.

## Биография
Пьетро был племянником дожа Томмазо ди Кампофрегозо и сыном Баттисты ди Кампофрегозо. Из-за конфликта между генуэзской знатью Пьетро был вынужден в детстве и юности жить вдалеке от Генуи, предположительно, в городе Сарцана. Наряду с другими членами семьи, включая своего отца, он смог вернуться в столицу Республики в 1436 году, когда генуэзцы свергли господство миланского герцога Филиппо Мария Висконти, а дядя Пьетро Томмазо стал дожем.
За попытку заговора своего против дожа Пьетро и его отец Баттиста удалились в добровольное изгнание из Генуи и принимал участие в вооруженных конфликтах на севере Италии. Вместе с миланским герцогом Франческо Сфорца он воевал в нескольких кампаниях против Флоренции и Венецианской республики. Отец Пьетро умер в 1442 году, и дож Томмазо, после прощения и примирения, признал племянника главой семьи Фрегозо с обязанностью защищать своих братьев Пандольфо, Томмазино и Паоло. От дяди по отцовской линии он унаследовал некоторые территориальные владения, в том числе удел Гави, в районе Алессандрии, вступив во владение которым, Пьетро признал сюзеренитет Висконти.
С падением дожа Томмазо (декабрь 1442 года) в результате заговора семьи Адорно Пьетро в очередной раз пришлось покинуть Геную и найти убежище при дворе Висконти в Милане. Герцог Филиппо Мария Висконти передал ему феодальную инвеституру над Нови, а также подтвердил права на управление Гави. В это время Пьетро участвовал в миланских кампаниях против Генуи. Только с назначением дожа Джованни Фрегозо (30 января 1447 года), его двоюродного брата, Пьетро вернулся в Геную, где вступил в должность капитан-генерала республики, второго по значимости поста в государстве.
Дож назначил Пьетро командующим генуэзской армией в инициированной им войне с маркизом Финале Галеотто дель Карретто. Получив одобрение Великого Совета Республики 15 ноября 1447 года, генуэзские войска ступили на территорию Финале и осадили Кастельфранко, Джустениче и Кастель-Гавоне, где Пьетро получил ранение. 25 мая 1449 года Лодовико, еще один двоюродный брат Пьетро, избранный новым дожем, принял капитуляцию маркиза дель Карретто.
Избрание Лодовико, очевидно, серьезно задело самолюбие Пьетро, который к тому времени не раз проявлял свои военные и дипломатические способности. Два года спустя, в условиях падения популярности Лодовико из-за военных неудач на Корсике, чумы и нападений каталонских наемников, Пьетро открыто выступил за смещение дожа в союзе с Николо Фрегозо. Благодаря престарелому дяде Томмазо, рекомендовавшему Совету кандидатуру Пьетро, 8 сентября 1450 года Пьетро был избран дожем 317 голосами «за». Николо Фрегозо занял пост капитана-генерала.

## Правление
Мандат Пьетро продлился в общей сложности восемь лет, хотя его правление было не самым безоблачным из-за не прекращавшегося конфликта между важнейшими знатными семьями столицы, в том числе Фрегозо. Многие аристократы не приняли назначения Николо военным лидером республики, а сам Николо давал подозрения в интригах против дожа. Пьетро был вынужден считаться и с союзниками своей семьи, в том числе родом Фиески, который, безусловно, способствовал его назначению на пост дожа, и с историческими противниками, в частности, Адорно.
Среди первых трудностей стало урегулирование отношений с маркизом Финале. Из-за вмешательства короля Франции, который пришел на помощь бывшему маркизу Джованни дель Карретто, дож был вынужден заключить сделку и вернуть ему небольшую часть территории Финале по договору от 7 августа 1451 года, а зимой того же года, из-за постоянной угрозы со стороны Альфонсо V Арагонского - в то время союзника Венецианской республики - дож образовал с Миланом и Флоренцией оборонительный союз против арагонцев.
Гарантировав внешнюю безопасность, Пьетро смог начать контрнаступление против своих внутренних врагов. Так, он лишил должности и заключил в тюрьму Николо Фрегозо (июнь 1452 года), что вызвало шок в среде знати, в том числе внутри семьи Фрегозо. На пост капитан-генерала был назначен другой брат дожа, Спинетта ди Кампофрегозо.
Как и его дядя Томмазо в 1437 году, Пьетро издал в 1452 году новые законы, ограничивавшие роскошь в женских нарядах и в украшении общественных церемоний. После согласования условий торговли с султаном Туниса, в июле того же года дож сконцентрировал своё внимание на судьбе генуэзской колонии Пера (Константинополь), которой угрожали войска султана Мехмеда II. Вместе с Джованни Джустиниани Лонго он собрал сильную армию, которая должна была направиться на защиту Константинополя. Одновременно с восточным фронтом дож пытался удержать генуэзские позиции на Корсике, где каталонский флот в течение нескольких месяцев держал в осаде Сан-Флоренцо, и плести интриги в Неаполе, при дворе Альфонсо V Арагонского, усилиями посла Гаспаре Саули. По указу Великого Совета Республики 19 мая 1453 года, он передал управление Корсикой Банку Са-Джорджо.
В Генуе ситуация оставалась неспокойной из-за вечной борьбы семей Адорно, Спинола и Фиески против дожа. Население Генуи было встревожено известиями о господстве каталонского флота на генуэзских торговых путях и шокировано новостями о падении Константинополя и переходу Перы в турецкие руки. Потеряв эту важную колонию, дож Пьетро был вынужден передать и остальные колонии на Черном море в управление Банка Сан-Джорджо между 1453 и 1454 годами.
Для того, чтобы справиться с новым вооруженным нападением арагонцев на генуэзский флот, дож был принужден искать согласия со многими своими врагами, в том числе Джан Филиппо Фиески, графом Лаваньи: по договору 1 января 1454 года дож передал Фиески господство почти над всей восточной Лигурией в обмен на помощь. Фиески был назначен командующим генуэзским флотом и отплыл из Генуи 7 апреля в Неаполь с восемью кораблями, чтобы дать финальную битву арагонцам. Однако нападение провалилось из-за возможного предательства Фиески и неопытности Томмазино Фрегозо, посланного дожем на помощь флоту. Вскоре Генуэзской республике пришлось пережить контрнаступление Альфонсо V Арагонского, но в целом инициатива оставалась на стороне Генуи. Усиленный поддержкой генуэзских изгнанников - включая Адорно и Фиески - арагонский король смог склонить дожа к перемирию, не в последнюю очередь благодаря посредничеству Папского государства.
Остальная часть срока полномочий Пьетро проходила в еще более серьезных неурядицах: каталонский флот активизировал нападения на генуэзские торговые корабли, а столицу раздирали внутренние распри. Ситуация стала для дожа катастрофической, и в феврале 1458 года Пьетро принял решение отречься от престола и удовлетровить требование французского короля Карла VII о переходе Генуи под сюзеренитет Франции.

## Последние годы
В марте 1458 год, с назначением французского губернатора Жана II, герцога Лотарингии, Пьетро Фрегозо получил от короля щедрую пенсию и право управления ленами Нови и Вольтаджо. После смерти Альфонсо V Арагонского и лидеров Адорно Пьетро увидел возможность поднять восстание против французского господства, но безуспешно. Бежав из Генуи, Пьетро нашел убежище в Милане у герцога Франческо Сфорца, где, благодаря поддержке короля Неаполя Фердинанда I Арагонского, стал планировать новые переворот. Вернувшись в Геную для осуществления плана, Пьетро был убит 14 сентября 1459 года от руки некоего Джованни Коссы.

## Личная жизнь
Пьетро был женат на Бартоломее Гримальди, которая родила ему шестерых детей, один из которых, Баттиста, также станет дожем Генуи.